# Бровди, Иван Васильевич
Иван Васильевич Бровди (укр. Іван Васильович Бровді, 2 июня 1939, Онок — 2 марта 2023, Мукачево) — советский и украинский скульптор и художник. Заслуженный художник Украины (1997), Народный художник Украины (2008).

## Биография
Родился 2 июня 1939 года в селе Онок, ныне в Виноградовской городской общине Береговского района Закарпатской области Украины..
После окончания средней школы в Великих Комятах (1952—1955 годы) поступил в Училище прикладного искусства в Ужгороде. После ряда творческих поисков и экспериментов нашел свою нишу в декоративно-монументальной скульптуре и станковой живописи.
Его композиции, вырезанные из дерева, на выставках лучших студенческих работ вызвали положительные отзывы педагогов. В 1961 году завершил обучение по специальности резчика по дереву. Его учителями являлись известные мастера Василий Свида, Иван Гарапко, Федор Манайло.
В 1998-м стал заслуженным художником Украины. В 2001-м получил областную премию им. Иосифа Бокшая и Адальберта Эрдели в жанре монументального искусства за скульптурную композицию «Кирилл и Мефодий» (Мукачево). С 2008-го — народный художник Украины. Работает в области станковой, декоративно-монументальной скульптуры и станковой живописи. Участник государственных и иностранных выставок в Киеве, Москве, Тбилиси, Будапеште, Мишкольце, Токаи, Братиславе, Сату-Маре и ряде других городов.
Участник многих международных симпозиумов по скульптуре и живописи (Австрия, Венгрия, Румыния, Словакия, Польша). Автор многочисленных скульптур, установленных в городах Украины.

### Творчество

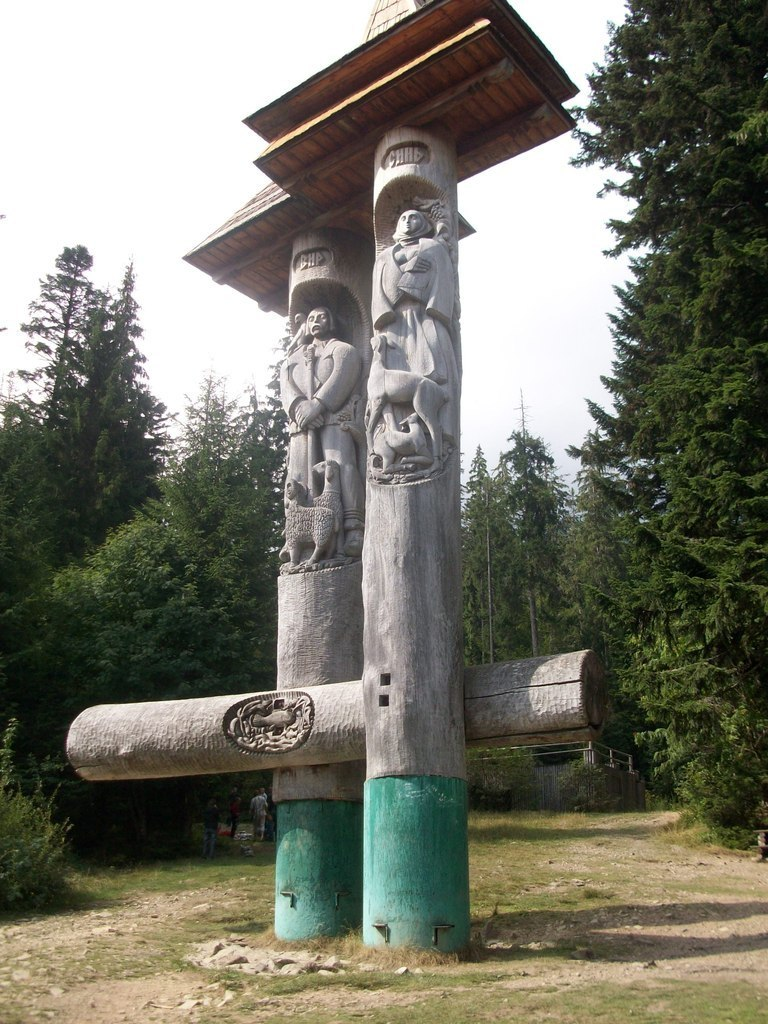
Аллегорическая работа «Сина и Вир» возле Синевирского озера

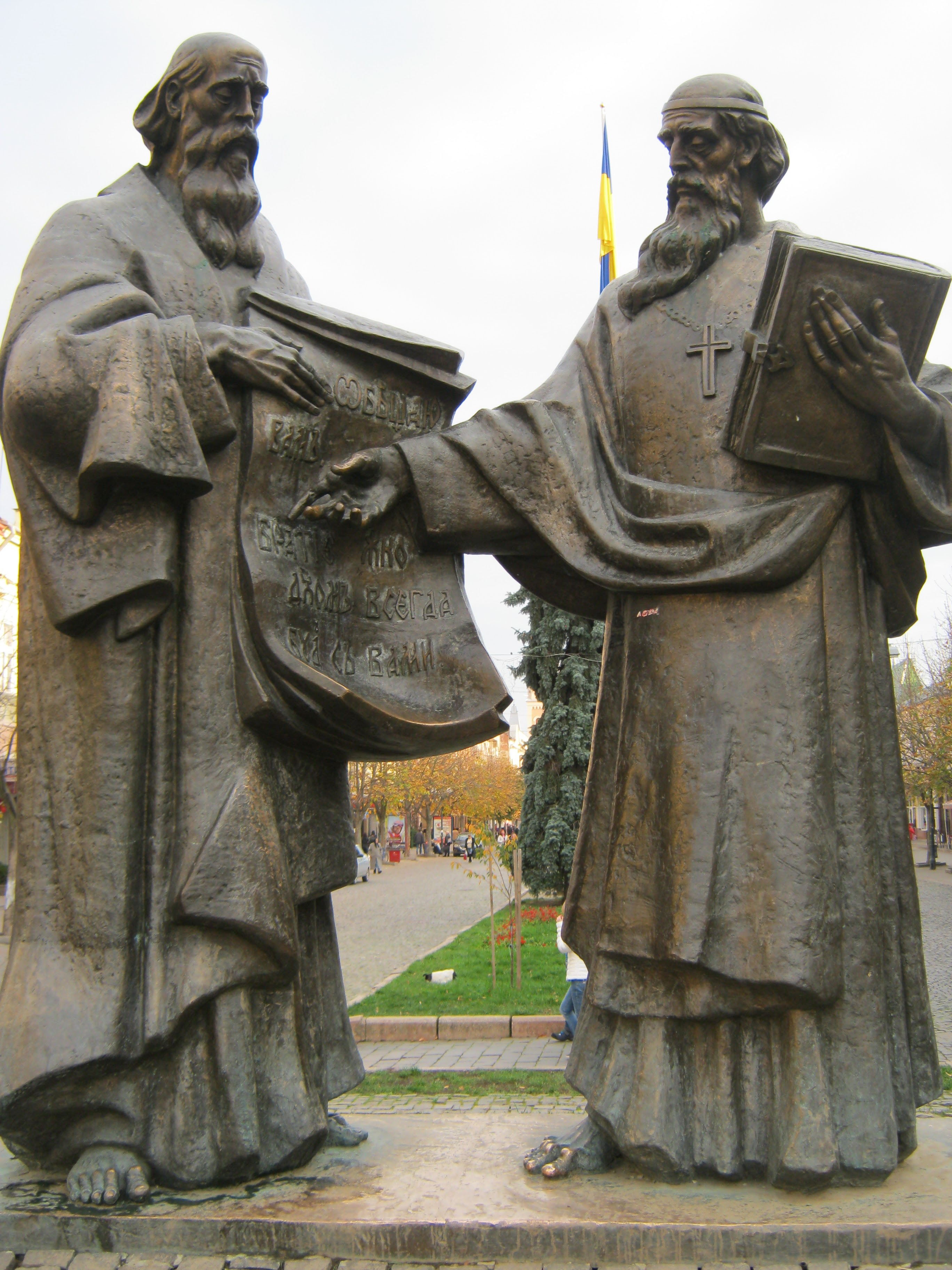
Памятник Кириллу и Мефодию в Мукачево

Еще в начальных классах у Ивана проявился талант вырезать из каолиновых глин, которыми богата окраина села Онок, фигурки зверей, птиц, людей. Учителя хвалили поделки юноши и советовали матери отдать сына на обучение в Ужгород. После окончания Училище прикладного искусства в Ужгороде Бровди создал большое количество монументальных работ, бронзовых и деревянных рельефов для площадей и зданий в Закарпатье. Многие из них касаются тем русинской истории и культуры, в том числе аллегорическая работа «Сын и вир» (1978) возле Синевирского озера; «Зодчий» (1980) для Закарпатского этнографического музея под открытым небом в Ужгороде; серия четырех барильефов «История Мукачево» (1986), во дворе школы искусства; деревянный рельефный портрет Августина Волошина (1998); и монументальная бронзовая композиция — статуи славянских учителей Кирилла и Мефодия (1999), которая украшает главную площадь Мукачево.
Амплитуда творческих увлечений Ивана Бровди — широкая. В последние годы работает в стиле живописи. Скульптура с четкой трехмерностью и монохромностью речи уступает место живописному воспроизведению с ярким переходом декоративных цветов, что составляют отличительную признак его полотен. Герои его полотен — сильные и мужественные люди с большими натруженными руками, коренастыми крепкими фигурами, честными открытыми лицами.

## Работы
- 1978 — аллегорическая работа «Сина и Вир» возле Синевирского озера
- 1980 — «Зодчий» для Закарпатского этнографического музея под открытым небом в Ужгороде
- 1986 — серия четырех барильефов «История Мукачева» во дворе школы искусства
- 1998 — деревянный рельефный портрет Августина Волошина
- 1998 — «Виноделы»
- 1999 — Памятник Кириллу и Мефодию в Мукачево
- 1999 — «Ангел»
- 1999 — «Овцы мои, овцы»
- 2001 — «Добровольцы»
- 12 июня 2010 — Памятник Счастливому Трубочисту в Мукачево.

.

## Награды и премии
- 1998 — Лауреат премии им. А.Эрдели и Й.Бокшая
- 1997 — Заслуженный художник Украины
- 2008 — Народный художник Украины
- 1972 — Лауреат областной комсомольской премии им. Д. Вакарова
- 1970 — Заслуженный учитель УССР
- 2012 — Лауреат областной премии имени Й. Бокшая и А. Эрдели за скульптурную композицию «1998. Год беды и испытания»
- 1968 — Член Национального Союза художников Украины
- 1971 — Награжден бронзовой медалью Выставки достижений народного хозяйства СССР

## Семья
Жена — украинская художница Лариса Бровди.

## Ссылка
- Интересные личности (англ.)
- Открытие выставки народного художника Украины Ивана Бровди Васильевича по случаю 75-летия (англ.)
- Иван Бровди уходит в горы, чтобы осмыслить свои достижения в долине Архивная копия от 27 октября 2018 на Wayback Machine (англ.)
- Бровди Иван Васильевич Электронная библиотека «Культура Украины» Архивная копия от 17 апреля 2016 на Wayback Machine